# Cavendishia sirensis
Cavendishia sirensis är en ljungväxtart som beskrevs av J.L. Luteyn. Cavendishia sirensis ingår i släktet Cavendishia och familjen ljungväxter. Inga underarter finns listade i Catalogue of Life.